# 伊勢貞昌
伊勢 貞昌（いせ さだまさ）は、安土桃山時代から江戸時代前期にかけての武将。島津氏の家臣。

## 生涯
天正9年（1581年）、肥後国水俣の陣にて元服する。以後は島津義弘に随従し、豊後国の大友氏攻略戦や、豊臣秀吉の九州征伐に伴う豊後国よりの退却戦などで首級を上げる。
島津氏の降伏後は、元足利義輝の有職故実家で近衛家の家臣となっていた伊勢貞知より、有職故実の伝授を受けた。また義弘の嫡男・久保に従い、上洛や小田原征伐の際はその供をする。文禄元年（1592年）の文禄の役にも久保に従い朝鮮に出兵するが、翌年に久保や父・貞真が朝鮮にて病死すると、久保の遺体を伴い帰国し、飯野（宮崎県えびの市）へ戻った。その後、久保の弟・忠恒が朝鮮への渡海が決まるとその供をし、6年間朝鮮に在陣した。
慶長4年（1599年）の庄内の乱に出兵、翌5年（1600年）の関ヶ原の戦いでは義弘が所領へ帰還する際、伊東氏家臣・稲津重政の軍が綾に乱入していたため、これを打ち破り、多くの首級を討ち取った。
以後は島津家の筆頭家老となり、忠恒に徳川家康の諱を賜れるよう働きかけたり、家久と名を改めた忠恒が参勤する際は必ずその供をするようになる。またその妻子も、寛永元年（1624年）より家久継室（島津忠清娘）と子の又三郎（島津光久）、又十郎（北郷久直）が人質として江戸住まいとなった際にその世話役となり、同17年（1640年）まで勤めている。
寛永元年に嫡子・貞豊が死去すると、他に世継がいなかったため、貞昌は家久に願い出て、その十三男である貞昭を継嗣子とした。寛永15年（1638年）に家久が死去した後も、その跡を継いだ光久の家老として活躍した。
寛永18年（1641年）に江戸にて病死した。享年72。